# レイチェル・ロバーツ (モデル)
レイチェル・ロバーツ（Rachel Roberts、1978年4月8日 - ）は、アメリカ合衆国のファッションモデル・女優。夫はSF映画監督のアンドリュー・ニコル。

## 来歴
1994年、生まれ故郷のカナダ・バンクーバーにおいて、16歳でモデル業をスタートさせた。その後、活動拠点をニューヨーク、ミラノ、パリ、ロンドンに移し、1995年秋冬コレクション（Industria）、1997年秋冬コレクション（エトロ, キャサリン・ハムネット）、1998春夏コレクション（クリツィア, Blumarine, Iceberg, Jean Colonna, Lolita Lempicka, Ocimar Versolato, Romeo Gigli）、1999年春夏コレクション（クロエ, Genny）、1999年秋冬コレクション（Exte）、2000年春夏コレクション（ジバンシィ, ポール・スミス, NYC 2000）等々、数々のファッション・ショーに出演し、スーパーモデルのひとりとして活躍した。
また、世界的に有名なファッション雑誌「Vogue」「L'Officiel」「Elle」などの表紙を飾り、数々の有名なファッション・ブランド「ボッテガ・ヴェネタ」「バーバリー」「ヒューゴ・ボス」「Iceberg」「ギャップ」「Ralph Lauren lingerie」「ヴィクトリアズ・シークレット」、高級化粧品「Biotherm」「Sisley」、そして高級百貨店「サックス・フィフス・アベニュー」の広告に起用された。
1990年代半ばからモデル業界で活躍した。2000年代に映画業界にも進出し、2002年の映画『シモーヌ』で主演を務め、女優デビューを果たした。また同作品の監督アンドリュー・ニコルと結婚、2003年に長男（ジャック）を、2008年に長女（アヴァ）を出産した。趣味は、サーフィンと旅行。
2015年、リアーナの新曲“Bitch Better Have My Money”のミュージック・ビデオに出演するなど、活躍の場をさらに拡げている。

## 主な出演作品

### 映画
| 公開年 | 邦題 原題                        | 役名     | 備考 |
| ------ | -------------------------------- | -------- | ---- |
| 2002   | シモーヌ S1m0ne                  | シモーヌ |      |
| 2009   | How to Seduce Difficult Women    | サブリナ |      |
| 2011   | TIME/タイム In Time              | カレラ   |      |
| 2013   | ザ・ホスト 美しき侵略者 The Host | フルール |      |

### テレビドラマ
| 公開年  | 邦題 原題                                     | 役名     | 備考 |
| ------- | --------------------------------------------- | -------- | ---- |
| 2004    | Still Life                                    | ノーナ   |      |
| 2007    | アグリー・ベティ Ugly Betty                   | マーラ   |      |
| 2007    | アントラージュ★オレたちのハリウッド Entourage | モニカ   |      |
| 2008    | NUMBERS 天才数学者の事件ファイル Numb3rs      | メリッサ |      |
| 2009-10 | フラッシュフォワード Flashforward             | アルダ   |      |
| 2012    | CSI:科学捜査班 CSI: Kagaku sôsa han           | カレン   |      |
| 2013    | マッドメン Mad Men                            | シンディ |      |

### ミュージック・ビデオ
| 公開年 | タイトル                   | アーティスト | 備考 |
| ------ | -------------------------- | ------------ | ---- |
| 2015   | Bitch Better Have My Money | リアーナ     |      |